# Liberijská kuchyně

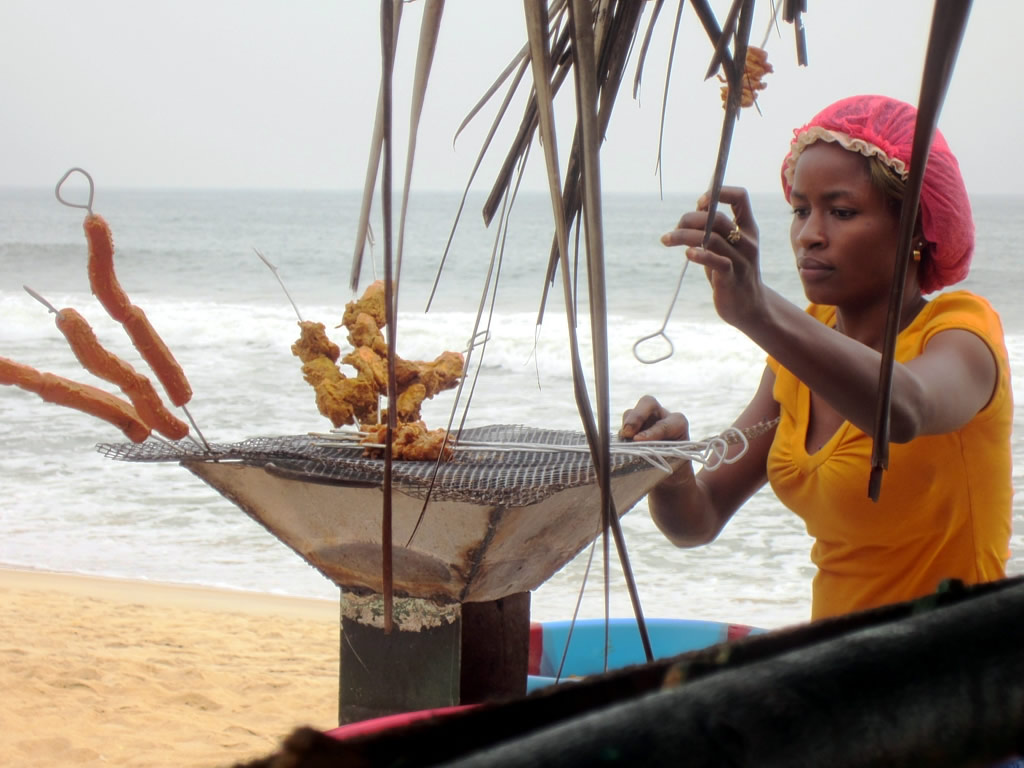
Pouliční barbecue ve městě Monrovia

Liberijská kuchyně (anglicky: Liberian cuisine) je tradiční kuchyní Libérie. Vychází z tradic africké kuchyně, byla ovšem ovlivněna i americkou kuchyní (obzvláště kuchyní amerického Jihu), protože Libérii založili propuštění otroci z USA. Z americké kuchyně liberijská kuchyně převzala například tradici pečení, která je v oblasti západní Afriky ojedinělá.

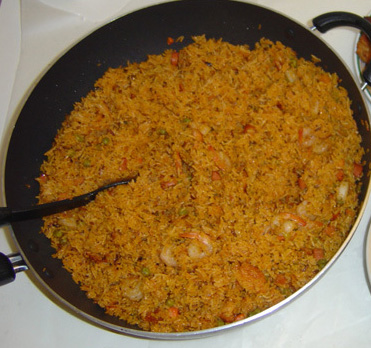
Jollof rice

## Suroviny
Základní potravinou je rýže. Dále se používá čirok, banány, citrusy, plantainy, kokos, okra, chilli nebo batáty (sladké brambory). Z masa se používá především rybí, na maso se loví i někteří místní živočichové, například slon, hrošík liberijský, šimpanzi, chocholatky, leopardi nebo opice.

## Příklady liberisjkých pokrmů
- Country breh, rýžový chléb
- Fufu, nevýrazná placka používaná jako příloha, rozšířená po celé Africe
- Jollof rice, rýžová směs podobná španělské paelle
- Zázvorové sušenky[1]
- Z nápojů stojí za zmínku palmové víno a rum